# 二宮敬
二宮 敬（にのみや たかし、1928年9月27日 - 2002年）は、日本のフランス文学者、翻訳家。東京大学名誉教授。

## 人物
東京出身。1945年東京府立第六中学校（現・都立新宿高等学校）卒業。東京大学仏文科卒、渡辺一夫門下で後継者。1963年東京大学仏文科助教授、1974年教授、1989年定年退官し、フェリス女学院大学教授、1994年白百合女子大学教授。
フランス・ルネッサンス期を中心に文学および思想史を研究した。歴史学者(中世フランス)の二宮宏之は弟、フランス文学者の二宮フサは夫人である。著名な弟子は宮下志朗、篠田勝英らがいる。

## 著書・共著
- 『フランス・ルネサンスの世界 二宮敬著作集』（筑摩書房） 2000
- 『エラスムス　人類の知的遺産23』（責任編集、月村辰雄訳、講談社） 1984

「学習計画」「パラクレシス」「戦争は体験しない者にこそ快し」

### 編著
- 『渡辺一夫著作集』（全14巻、筑摩書房、大江健三郎と共編）、師の生前に12巻目まで、没後に13・14巻
- 『渡辺一夫 敗戦日記』（博文館新社、1995年／ちくま学芸文庫、2025年）
完訳版で、原文の大半がフランス語表記の戦中日記（抜粋は、最終14巻目の巻末）を編訳。日記原本を見つけたのは、弟子の宮下志朗（当時院生）で、遺品資料の整理に当たっていた（文庫・新版解説も担当）。
- 『渡辺一夫ラブレー抄』（筑摩叢書、1989年）、著作集より抜粋
- ラブレー、渡辺訳『ガルガンチュワとパンタグリュエル』（河出書房新社、および筑摩書房の各・世界文学全集）

## 翻訳
- 『けものたち / 死者の時』（ピエール・ガスカール、渡辺一夫・佐藤朔共訳、岩波書店） 1955。改訳・岩波文庫 2007。1953年ゴンクール賞受賞
- 『おやじ / 俺にも一言』（J・F・ブルボン、紀伊国屋書店） 1958
- 『太陽の影 アルジェリア出征兵士の手記』（ジャン・ミュレール、鈴木道彦・小林善彦共訳、青木書店） 1958
- 『十六世紀フランス文学』（V・L・ソーニェ、山崎庸一郎・荒木昭太郎共訳、白水社、文庫クセジュ) 1958、改版1990
- 『危険な遊び』（ルネ・マソン、三笠書房） 1959
- 『自由思想の歴史』（アルベール・バイエ、二宮フサ共訳、白水社、文庫クセジュ） 1960
- 『ヨーロッパ中世の哲学』（エドワール・ジョノー、白水社、文庫クセジュ） 1964、のち改版
- 『痴愚神礼讃』（エラスムス、渡辺一夫共訳、中央公論社、世界の名著） 1969。改訂新版（中公クラシックス） 2006
- 『愛せないのに』（エルヴェ・バザン、山本顕一共訳、白水社、新しい世界の文学7） 1970
- 『シャルル九世年代記』（プロスペル・メリメ、中央公論社、新集 世界の文学13） 1971
- 『ルネサンスの哲学』（エレーヌ・ヴェドリーヌ、白井泰隆共訳、白水社、文庫クセジュ） 1972
- 『フランス・ルネサンスの文明 人間と社会の基本像』（リュシアン・フェーブル、創文社 歴史学叢書） 1981。改訂版・ちくま学芸文庫 1996
- 『図説 天才の子供時代 歴史のなかの神童たち』（E・ル・ロワ・ラデュリー, ミシェル・サカン 編、監訳、新曜社） 1998
- セバスチャン・カステリヨン『悩めるフランスに勧めること』-『フランス・ルネサンス文学集1 学問と信仰と』収録（全3巻、白水社） 2015[1]